# فهرست بوم‌ناحیه‌های افغانستان
بر اساس گزارش صندوق جهانی طبیعت (WWF) فهرستی از مناطق بوم گردی در افغانستان به شرح زیر است:

## اکومناطق زمینی

### جنگل های سوزنی برگ معتدله
- جنگل‌های مخروطی کوهستانی شرق افغانستان

### علفزارها، گرم‌دشت‌ها و درختچه‌زارهای معتدله
- جنگل های باز گیسارو-آلای

### علفزارها و درختچه‌زارهای کوهستانی
- چمنزار کوهستانی غورات – هزاره‌جات
- علفزار آلپ هندوکش
- استپ کوهستانی قراقورام-فلات تبت غربی
- درختچه ها و مراتع آلپ شمال غربی هیمالیا
- صحرای آلپ پامیر و تندرا
- مراتع آلپ رشته سلیمان

### بیابان‌ها و درختچه‌زارهای خشک
- نیمه بیابان کوه‌های افغانستان
- نیمه‌بیابان بادخیز و کربیل
- درختزارهای خشک بلوچستان
- درختزارهای خشک کوه‌های مرکزی افغانستان
- حوضه های بیابانی ایران مرکزی
- جنگل‌های خشک پاروپامیسوس
- بیابان ماسه‌ای ریگستان–شمال پاکستان